# Clásico General Manuel Belgrano
El Clásico General Manuel Belgrano es una carrera clásica para caballos velocistas que se disputa en el Hipódromo de La Plata, sobre 1200 metros de pista de arena y convoca a machos y hembras de 3 años y más edad, a peso por edad. Está catalogado como un certamen de Grupo 2 en la escala internacional.
Este cotejo lleva su nombre en honor al prócer argentino Manuel Belgrano y se realiza tradicionalmente en el mes de junio, en el marco de la conmemoración de la fecha de su muerte, en días cercanos a la fecha patria instituida como Día de la Bandera.
En la misma época del año, el Hipódromo Argentino de Palermo realiza un clásico de nombre similar, el Clásico General Belgrano, también de Grupo 2, pero programado para caballos fondistas, sobre 2500 metros.

## Últimos ganadores del Gral. Manuel Belgrano
| Año  | Ganador         | País | Jockey               | País | Padre        | País | Madre              | País | Criador                       | Caballeriza     | Colores            |
| ---- | --------------- | ---- | -------------------- | ---- | ------------ | ---- | ------------------ | ---- | ----------------------------- | --------------- | ------------------ |
| 2019 | Princesa Lake   |      | Willian Pereyra      |      | Anjiz Lake   |      | Kamy Realeza       |      | Haras El Entrerriano          | El Entrerriano  | Horse racing silks |
| 2018 | Tato Key        |      | Altair Domingos      |      | Key Deputy   |      | Tatiana Cat        |      | Haras El Alfalfar             | El Alfalfar     | Horse racing silks |
| 2017 | Rhythm And Soul |      | Damián Ramella       |      | Bahiaro      |      | Silver House       |      | Haras El Paraíso              | Los Patrios     | Horse racing silks |
| 2016 | Gran Faro       |      | Osvaldo Alderete     |      | Grand Reward |      | Farenca            |      | Haras Masama                  | Magus           | Horse racing silks |
| 2015 | Timbero Inc     |      | Daniel Arias         |      | Include      |      | Stormy Tijerilla   |      | Haras La Biznaga              | La Cuota        | Horse racing silks |
| 2014 | Manicero Key    |      | Eduardo Ortega Pavón |      | Key Deputy   |      | Garrapiñada        |      | Haras El Alfalfar             | El Pulpo        | Horse racing silks |
| 2013 | Dont Worry      |      | Juan Carlos Noriega  |      | Sultry Song  |      | Even Better        |      | Haras Rodeo Chico y René Ayub | C.A.R.          | Horse racing silks |
| 2012 | Armas E Flores  |      | Edwin Talaverano     |      | Gilded Time  |      | Cores Do Ceu       |      | Marcos y Mauro Ribeiro Simon  | Farda Vencedora | Horse racing silks |
| 2011 | Anjiz Lake      |      | Juan Carlos Noriega  |      | Anjiz        |      | Suspicious Morning |      | Haras West America Farm       | América         | Horse racing silks |
| 2010 | Afortunado Soy  |      | Jorge Arana          |      | Mutakddim    |      | Rinfi              |      | Haras La Quebrada             | J.C.G.          | Horse racing silks |